# Institut für Ostrecht (Verein)
Das Institut für Ostrecht e. V. ist ein Verein zur Erforschung der Rechtsentwicklung in osteuropäischen Ländern. Der Verein hatte seinen Sitz zunächst in München, seit 2007 ist Regensburg der Vereinssitz. Wissenschaftlicher Leiter des Instituts war in der Zeit von 1973 bis 2022 Friedrich-Christian Schroeder. Sein Nachfolger ist Martin Löhnig. Geschäftsführer ist seit 2004 Herbert Küpper.

## Geschichte
Der Verein wurde am 1. Oktober 1957 als rechtsfähiger Verein auf Initiative von Reinhart Maurach gegründet. Maurach war Inhaber des Lehrstuhls für Strafrecht an der Universität München und vormals Direktor des Instituts für Ostrecht an der Universität Breslau. Unter den Gründungsmitgliedern waren neben Maurach zwei Professoren der Universität München, Murad Ferid und Eugen Ulmer, sowie Bernhard Pfister von der Hochschule für Politische Wissenschaften München, der Präsident des Untersuchungsausschusses Freiheitlicher Juristen e. V. Horst Erdmann alias Theo Friedenau, der ehemalige Ministerialdirektor im bayerischen Justizministerium Hans Walther und der Vorsitzende des Allgemeinen Studentenausschusses der Universität München. Maurach und Horst Erdmann übernahmen den Vorstand. Maurach wurde zudem wissenschaftlicher Leiter des Instituts.

## Ziele und Aufgaben
Vornehmliche Ziele waren zunächst die Erforschung des Rechts osteuropäischer Staaten sowie die Förderung des wissenschaftlichen Erfahrungsaustauschs.:5 Das Institut veröffentlichte zudem alle zwei Monate eine Zeitschrift namens „Recht in Ost und West“.
Das Institut befasst sich bis heute mit der Rechtsentwicklung in osteuropäischen Ländern. Es erstellt Gutachten, Studien und gibt Rechtsauskünfte zu ausländischem Recht. Zu den Veröffentlichungen zählen das Jahrbuch für Ostrecht sowie die Wirtschaft und Recht in Osteuropa. Das Institut veranstaltet regelmäßig Seminare und internationale Konferenzen zum Thema.

## Publikationen
- Jahrbuch für Ostrecht. Zeitschrift. Erscheint einmal jährlich. C.H. BECK ISSN 0075-2746
- WiRO – Wirtschaft und Recht in Osteuropa. Zeitschrift. Erscheint monatlich. Institut für Ostrecht. ISSN 0941-6293
- Handbuch Wirtschaft und Recht in Osteuropa. ISBN 978-3-406-43166-1

## Weblink
- Offizielle Website